# La Alameda de Gardón
La Alameda de Gardón è un comune spagnolo di 143 abitanti situato nella comunità autonoma di Castiglia e León.